# Grammitis friderici-et-pauli
Grammitis friderici-et-pauli är en stensöteväxtart som först beskrevs av Christ, och fick sitt nu gällande namn av Edwin Bingham Copeland. Grammitis friderici-et-pauli ingår i släktet Grammitis och familjen Polypodiaceae. Inga underarter finns listade.